# Kristikanal
Kristikanal (soms aangeduid als Kristi kanal) is een van de kanalen die het Zweedse eiland Gotland rijk is. Het mondt uit in de Kappelhamnsviken, een baai van de Oostzee.
Het kanaaltje zorgt voor de afwatering van een moerasgebied op Noord-Gotland.  Daarbij staat ze soms zo stil dat de rivier overwoekerd raakt door planten, terwijl verderop een stroomversnelling is. De forel probeert daar tegenop de zwemmen. In de omgeving ligt de boerderij Västös.